# باول براكن
باول براكن (بالإنجليزية: Paul Bracken)‏ هو عالم سياسة أمريكي، ولد في 12 مارس 1948.